# Sminthurides violaceus
Sminthurides violaceus är en urinsektsart som beskrevs av Reuter 1881. Sminthurides violaceus ingår i släktet Sminthurides och familjen Sminthurididae. Inga underarter finns listade i Catalogue of Life.